# Pterotaea spinigera
Pterotaea spinigera är en fjärilsart som beskrevs av Frederick H. Rindge 1976. Pterotaea spinigera ingår i släktet Pterotaea och familjen mätare. Inga underarter finns listade.